# Achi Brandt
Achi Brandt (Givat Brenner, Israel, 1938) é um matemático israelense. Trabalha com matemática numérica.